# Nachá
Nachá (Natjà, en catalán ribagorzano) es una localidad española perteneciente al municipio de Baélls, en la Litera, provincia de Huesca, Aragón.

## Geografía
Está situado en lo alto de una montaña caliza.

### Localidades limítrofes
Baélls, Castillonroy, Camporrells y Saganta.

## Monumentos religiosos
- Iglesia de San Nicolás. Situada en la parte más elevada del pueblo, es de estilo románico, originaria del siglo XII pero con abundantes modificaciones posteriores, entre ellas una torre octogonal de ladrillo que se levantó sobre su cabecera en el siglo XVIII. Tiene la particularidad de estar orientada al norte, por imposiciones de la topografía del terreno, lo que obligó también a construir una cripta, de aparejo diferente al del ábside. La primitiva portada, situada a mediodía, a considerable altura sobre el pavimento y hoy tapiada puede considerarse como suntuosa.

## Fiestas
- El 6 de agosto en honor de san Salvador.
- El 6 de diciembre en honor de san Nicolás.